# 成瀬雅春
成瀬 雅春（なるせ まさはる、1946年1月25日 - ）は、ヨーガ行者。ヨーガ指導者、精神世界・スピリチュアル系の著作家。成瀬ヨーガグループ主宰。倍音声明協会会長。朝日カルチャーセンター講師。修行名はアーカーシャ・ギリ（虚空行者）。サクソフォン奏者でもある。

## 略歴
- 1946年1月25日 - 誕生
  - 幼少期を疎開先の群馬県太田市で過ごす[1]。
- 1976年 - ヨーガの指導を開始
- 1977年2月 - 初めてインドに渡る
- 1983年 - 空中浮揚の連続写真が『サンデー毎日』に掲載される
- 1999年〜 - 毎年4000mの ヒマラヤで修行を続ける
- 2001年2月14日 - 全インド密教協会よりヨーギーラージ（ヨーガ行者の王）の称号を授与される

## 著書
- 「ヨーガ奥義書」シリーズ
  - 『ヨーガ奥義書1巻 空中浮揚』出帆新社、1992年
  - 『ヨーガ奥義書2巻 呼吸法の極意』出帆新社、1992年
  - 『ヨーガ奥義書3巻 ハタ・ヨーガ』出帆新社、1994年
  - 『ヨーガ奥義書4巻 瞑想法の極意』出帆新社、1995年
  - 『ヨーガ奥義書5巻 クンダリニー・ヨーガ』出帆新社、1997年
  - 『ヨーガ奥義書別巻 実践ハタ・ヨーガ』出帆新社、1999年
- 『実践・魂を磨く』 出帆新社、1993年
- 『禁煙呼吸法 気がついたらやめていた』ゴマブックス、2002年
- 『5分でできるスッキリ瞑想法』 日本実業出版社、2002年
- 『クンダリニー・ヨーガ』 BABジャパン、2003年
- 『仕事力を10倍高める瞑想トレーニング』 PHP研究所、2003年
- 『仕事力を10倍高めるヨーガトレーニング』 PHP研究所、2004年
- 『仕事力を10倍高める呼吸法トレーニング』 PHP研究所、2004年
- 『キレイをつくるらくちんヨーガ』 中央アート出版社、2005年
- 『50歳からはじめるらくちんヨーガ』 中央アート出版社、2005年
- 『オフィスでもできるらくちんヨーガ』 中央アート出版社、2005年
- 『からだのお悩み解決！らくちんヨーガ』 中央アート出版社、2005年
- 『仕事力をUPする！らくちんヨーガ』 中央アート出版社、2005年
- 『ふたりではじめるらくちんヨーガ』 中央アート出版社、2005年
- 『ゆっくり吐くこと 呼吸法の極意』 BABジャパン、2005年
- 『禁煙ヨーガ呼吸』 ゴマブックス、2005年
- 『ピュア・ヨーガ』 日本文芸社、2006年
- 『よく分かるヨーガ -  心と体をキレイに！』 グリーンキャット、2006年
- 『ベッドの上でもできる 実用介護ヨーガ』 中央アート出版社、2007年
- 『瞑想法の極意で開く精神世界の扉』 BABジャパン、2007年
- 『シャンバラからの伝言 - 魂の修行と宇宙の真理』 中央アート出版社、2008年
- 『死なないカラダ、死なない心 - 宇宙のエネルギーで身体をつくりかえる』講談社、2009年
- 『ハタ・ヨーガ完全版』 BABジャパン、2009年
- 『インド瞑想の旅 - 体感するヒマラヤの神秘』中央アート出版社、2011年
- 『悟りのプロセス - 人生で前に進むための「瞑想力」の身に付け方』BABジャパン、2012年
- 『ヒマラヤ聖者が伝授する《最高の死に方&ヨーガ秘法》』ヒカルランド、2012年
- 『体が硬くても簡単にできる!究極のシンプル・ヨーガ』マキノ出版、2013年
- 『時間と空間、物質を超える生き方』ヒカルランド、2015年
- 『ヨーガ的生き方ですべてが自由になる！』BABジャパン、2016年
- 『ハイトーン』PHP研究所、2016年（小説作品）
- 『アウトロー：一匹狼から総合格闘技のスターへ』ゴマブックス、2018年（小説作品）
- 『都市と瞑想』BABジャパン、2018年
- 『意識ヨーガ』BABジャパン、2020年

### 共著
- 『身体で考える。：不安な時代を乗り切る知恵』内田樹、マキノ出版、2011年
- 『男の瞑想学』前田日明、BABジャパン、2011年
- 『ヨーガ行者の王　成瀬雅春対談集』BABジャパン、2015年
  - 榎木孝明、柳川昌弘、武田邦彦、小比類巻貴之、苫米地英人、日野晃、フランソワ・デュボワ、平直行、TOZAWA、増田章との対談を収録
- 『善く死ぬための身体論』内田樹、集英社、2019年
- 『瞑想と認知科学の教室』苫米地英人、サイゾー、2019年
- 『永遠の今を生きる　時空を超える二人』角川春樹、徳間書店、2021年

### 翻訳書
- 『[実践版]ヒマラヤ聖者への道』（全3巻）、ベアード・T・スポールディング著、成瀬雅春・訳、ヒカルランド、2013-2014年

## ビデオ&DVD
- ビデオ
  - 『タバコは気持ち良くやめられる！』 キュアー、2002年
- DVD
  - 『ハタ・ヨーガ Exercise』 BABジャパン、2003年
  - 『ハタ・ヨーガ Advance』 BABジャパン、2004年
  - 『ヨーガ呼吸法 上巻・下巻』 BABジャパン、2004年
  - 『クンダリニー・ヨーガ 身体覚醒の秘法』 BABジャパン、2017年